# کشوک علیا
کشوک علیا یک روستا در ایران است که در دهستان جلگه ماژان شهرستان خوسف واقع شده‌است. کشوک علیا ۲۹ نفر جمعیت دارد.